# Hammam Chott
Hammam Chott o Hammam-Chott o Hammam Echatt (àrab: حمام الشط, Ḥammām ax-Xaṭṭ) és una vila de Tunísia situada uns 25 km al sud-est de Tunis, dins de la governació de Ben Arous. El cens de la ciutat dona per a la municipalitat 24.847 habitants (inclou la ciutat i les viles de Bordj Cédria i Bir El Bey). És capçalera d'una delegació amb un cens el 2004 de 20.930 habitants.

## Economia
És un centre turístic majoritàriament pels tunisians.

## Història
L'1 d'octubre de 1985 fou bombardejada pels israelians que volien destruir el quarter general de Yaser Arafat, i 68 persones van morir a més d'un centenar de ferits.

## Administració
És el centre de la delegació o mutamadiyya homònima, amb codi geogràfic 13 55 (ISO 3166-2:TN-12), dividida en tres sectors o imades:
- Bir El Bey (13 55 51)
- Borj Cedria (13 55 52)
- Hammem Chatt (13 55 53)

Al mateix temps, forma una municipalitat o baladiyya (codi geogràfic 13 14).